# Филонид из Лаодикеи
Филонид (греч.: Φιλωνίδης, ок. 200 - ок. 130 до н.э.) из Лаодикеи был эпикурейским философом и математиком, который жил при дворе Селевкидов во время правления Антиоха IV Эпифана и Деметрия I Сотера. Он был известен в основном из Жизнеописания Филонида, которое было обнаружено среди обугленных свитков папируса на Вилле Папирусов в Геркулануме. Хронологически он жил между управлением школой под началом Василида и Аполлодора.  
Филонид родился в семье, имевшей хорошие связи с двором Селевкидов. Считается, что его учили математик Евдем и Дионисодор. Судя потому, что поздние эпикурейцы хранили его биографию, это был достаточно важный персонаж, и его влияние на греко-сирийскую политику прельщало и вдохновляло эпикурейцев в будущем. Считается, что Филонид попытался обратить Антиоха IV Епифана в эпикурейство, а позже обучил философии его племянника Деметрия I Сотера. В обоих случаях небезуспешно. Филонид пользовался большим почетом при дворе, и он также известен по различным каменным надписям. Филонид был ревностным собирателем произведений Эпикура и его коллег и, как говорят, опубликовал более 100 трактатов, вероятно, компиляций собранных им произведений.
Но также он был известен и как математик, поэтому упоминается Аполлонием Пергским в предисловии ко второй книге его «Конических сечений».